# سووتسکی (شهرستان قدم‌جای)
سووتسکی (به لاتین: Sovetskiy) یک منطقهٔ مسکونی در قرقیزستان است که در شهرستان قدم‌جای واقع شده‌است. سووتسکی ۱٬۲۸۰ نفر جمعیت دارد و ۱٬۰۳۰ متر بالاتر از سطح دریا واقع شده‌است.